# ۸۰۴ (خورشیدی)
۸۰۴ هشتصد و چهارمین سال هجری خورشیدی است.